# Concacaf Gold Cup 1996
Concacaf Gold Cup 1996 spelades i Kalifornien, USA under perioden 9-20 januari 1996. Det var i Los Angeles, San Diego och Anaheim som man spelade. Mexiko vann turneringen före Brasilien och USA.

## Deltagande lag
| Lag                                                                  | Kvalificering         | Deltagande i CONCACAF Gold Cup |
| Nordamerikanska zonen                                                | Nordamerikanska zonen | Nordamerikanska zonen          |
| -------------------------------------------------------------------- | --------------------- | ------------------------------ |
| USA                                                                  | Värd                  | 3                              |
| Mexiko                                                               | Automatiskt           | 3                              |
| Kanada                                                               | Automatiskt           | 3                              |
| Karibiska zonen kvalificerade genom Karibiska mästerskapet 1995      |                       |                                |
| Trinidad och Tobago                                                  | Etta                  | 2                              |
| Saint Vincent och Grenadinerna                                       | Tvåa                  | 1                              |
| Centralamerikanska zonen kvalificerade genom UNCAF-mästerskapet 1995 |                       |                                |
| Honduras                                                             | Etta                  | 3                              |
| Guatemala                                                            | Tvåa                  | 2                              |
| El Salvador                                                          | Trea                  | 1                              |
| Conmebol                                                             |                       |                                |
| Brasilien                                                            | Inbjudna              | 1                              |

## Spelplatser
| Anaheim                    | Los Angeles       | San Diego           |
| -------------------------- | ----------------- | ------------------- |
| Edison International Field | Memorial Coliseum | Jack Murphy Stadium |
| Kapacitet: 64,593          | Kapacitet: 92,000 | Kapacitet: 58,433   |
|                            |                   |                     |

## Första omgången

### Grupp A
| Nr | Lag                            | S | V | O | F | GM | IM | MS | P |
| -- | ------------------------------ | - | - | - | - | -- | -- | -- | - |
| 1  | Mexiko                         | 2 | 2 | 0 | 0 | 6  | 0  | +6 | 6 |
| 2  | Guatemala                      | 2 | 1 | 0 | 1 | 3  | 1  | +2 | 3 |
| 3  | Saint Vincent och Grenadinerna | 2 | 0 | 0 | 2 | 0  | 8  | −8 | 0 |

|  | 11 januari 1996 | Mexiko                                                                   | 5 – 0           | Saint Vincent och Grenadinerna | Jack Murphy Stadium                                        |                                                            |
|  |                 | Luis García Postigo 29′, 37′ Ricardo Peláez 70′, 90′ Augustin García 80′ | (2 – 0) Rapport |                                | San Diego Publik: 15 352 Domare: Esfandiar Baharmast (USA) | San Diego Publik: 15 352 Domare: Esfandiar Baharmast (USA) |
|  |                 |                                                                          |                 |                                | San Diego Publik: 15 352 Domare: Esfandiar Baharmast (USA) | San Diego Publik: 15 352 Domare: Esfandiar Baharmast (USA) |
|  |                 |                                                                          |                 |                                | San Diego Publik: 15 352 Domare: Esfandiar Baharmast (USA) | San Diego Publik: 15 352 Domare: Esfandiar Baharmast (USA) |

|  | 14 januari 1996 | Mexiko            | 1 – 0           | Guatemala | Jack Murphy Stadium                                            |                                                                |
|  |                 | Eustacio Rizo 89′ | (0 – 0) Rapport |           | San Diego Publik: 32 571 Domare: Ronald Gutiérrez (Costa Rica) | San Diego Publik: 32 571 Domare: Ronald Gutiérrez (Costa Rica) |
|  |                 |                   |                 |           | San Diego Publik: 32 571 Domare: Ronald Gutiérrez (Costa Rica) | San Diego Publik: 32 571 Domare: Ronald Gutiérrez (Costa Rica) |
|  |                 |                   |                 |           | San Diego Publik: 32 571 Domare: Ronald Gutiérrez (Costa Rica) | San Diego Publik: 32 571 Domare: Ronald Gutiérrez (Costa Rica) |

|  | 16 januari 1996 | Saint Vincent och Grenadinerna | 0 – 3           | Guatemala                                                  | Anaheim Stadium                                            |                                                            |
|  |                 |                                | (0 – 3) Rapport | 28′ Juan Manuel Funes 42′ Edwin Westphal 45′ Martin Machón | Anaheim Publik: 52 345 Domare: Peter Prendergast (Jamaica) | Anaheim Publik: 52 345 Domare: Peter Prendergast (Jamaica) |
|  |                 |                                |                 |                                                            | Anaheim Publik: 52 345 Domare: Peter Prendergast (Jamaica) | Anaheim Publik: 52 345 Domare: Peter Prendergast (Jamaica) |
|  |                 |                                |                 |                                                            | Anaheim Publik: 52 345 Domare: Peter Prendergast (Jamaica) | Anaheim Publik: 52 345 Domare: Peter Prendergast (Jamaica) |

### Grupp B
| Nr | Lag       | S | V | O | F | GM | IM | MS | P |
| -- | --------- | - | - | - | - | -- | -- | -- | - |
| 1  | Brasilien | 2 | 2 | 0 | 0 | 9  | 1  | +8 | 6 |
| 2  | Kanada    | 2 | 1 | 0 | 1 | 4  | 5  | −1 | 3 |
| 3  | Honduras  | 2 | 0 | 0 | 2 | 1  | 8  | −7 | 0 |

|  | 10 januari 1996 | Kanada                                   | 3 – 1           | Honduras           | Anaheim Stadium                                            |                                                            |
|  |                 | Carlo Corazzin 9′ Kevin Holness 27′, 63′ | (2 – 1) Rapport | 40′ Presley Carson | Anaheim Publik: 27 125 Domare: Peter Prendergast (Jamaica) | Anaheim Publik: 27 125 Domare: Peter Prendergast (Jamaica) |
|  |                 |                                          |                 |                    | Anaheim Publik: 27 125 Domare: Peter Prendergast (Jamaica) | Anaheim Publik: 27 125 Domare: Peter Prendergast (Jamaica) |
|  |                 |                                          |                 |                    | Anaheim Publik: 27 125 Domare: Peter Prendergast (Jamaica) | Anaheim Publik: 27 125 Domare: Peter Prendergast (Jamaica) |

|  | 12 januari 1996 | Brasilien                                                                                | 4 – 1           | Kanada               | Los Angeles Memorial Coliseum                                   |                                                                 |
|  |                 | André Luis 3′ Caio Ribeiro Decoussau 7′ Sávio Bortolini Pimentel 14′ Leandro Machado 86′ | (3 – 0) Rapport | 66′ Tomasz Radzinski | Los Angeles Publik: 8 234 Domare: Ronald Gutiérrez (Costa Rica) | Los Angeles Publik: 8 234 Domare: Ronald Gutiérrez (Costa Rica) |
|  |                 |                                                                                          |                 |                      | Los Angeles Publik: 8 234 Domare: Ronald Gutiérrez (Costa Rica) | Los Angeles Publik: 8 234 Domare: Ronald Gutiérrez (Costa Rica) |
|  |                 |                                                                                          |                 |                      | Los Angeles Publik: 8 234 Domare: Ronald Gutiérrez (Costa Rica) | Los Angeles Publik: 8 234 Domare: Ronald Gutiérrez (Costa Rica) |

|  | 14 januari 1996 | Brasilien                                                                                         | 5 – 0           | Honduras | Los Angeles Memorial Coliseum                                |                                                              |
|  |                 | Caio Ribeiro Decoussau 9′, 81′ Paulo Roberto Jamelli Júnior 31′, 61′ Sávio Bortolini Pimentel 80′ | (2 – 0) Rapport |          | Los Angeles Publik: 20 708 Domare: Benito Archundia (Mexiko) | Los Angeles Publik: 20 708 Domare: Benito Archundia (Mexiko) |
|  |                 |                                                                                                   |                 |          | Los Angeles Publik: 20 708 Domare: Benito Archundia (Mexiko) | Los Angeles Publik: 20 708 Domare: Benito Archundia (Mexiko) |
|  |                 |                                                                                                   |                 |          | Los Angeles Publik: 20 708 Domare: Benito Archundia (Mexiko) | Los Angeles Publik: 20 708 Domare: Benito Archundia (Mexiko) |

### Grupp C
| Nr | Lag                 | S | V | O | F | GM | IM | MS | P |
| -- | ------------------- | - | - | - | - | -- | -- | -- | - |
| 1  | USA                 | 2 | 2 | 0 | 0 | 5  | 2  | +3 | 6 |
| 2  | El Salvador         | 2 | 1 | 0 | 1 | 3  | 4  | −1 | 3 |
| 3  | Trinidad och Tobago | 2 | 0 | 0 | 2 | 4  | 6  | −2 | 0 |

|  | 10 januari 1996 | Trinidad och Tobago     | 2 – 3           | El Salvador                                        | Anaheim Stadium                                          |                                                          |
|  |                 | Russell Latapy 59′, 64′ | (0 – 1) Rapport | 34′, 72′ (str.) Raúl Díaz Arce 50′ Ronald Cerritos | Anaheim Publik: 27 125 Domare: Benito Archundia (Mexiko) | Anaheim Publik: 27 125 Domare: Benito Archundia (Mexiko) |
|  |                 |                         |                 |                                                    | Anaheim Publik: 27 125 Domare: Benito Archundia (Mexiko) | Anaheim Publik: 27 125 Domare: Benito Archundia (Mexiko) |
|  |                 |                         |                 |                                                    | Anaheim Publik: 27 125 Domare: Benito Archundia (Mexiko) | Anaheim Publik: 27 125 Domare: Benito Archundia (Mexiko) |

|  | 13 januari 1996 | USA                                     | 3 – 2           | Trinidad och Tobago    | Anaheim Stadium                                            |                                                            |
|  |                 | Eric Wynalda 15′, 34′ Joe-Max Moore 53′ | (2 – 2) Rapport | 6′, 43′ Arnold Dwarika | Anaheim Publik: 12 425 Domare: Argelio Sabillon (Honduras) | Anaheim Publik: 12 425 Domare: Argelio Sabillon (Honduras) |
|  |                 |                                         |                 |                        | Anaheim Publik: 12 425 Domare: Argelio Sabillon (Honduras) | Anaheim Publik: 12 425 Domare: Argelio Sabillon (Honduras) |
|  |                 |                                         |                 |                        | Anaheim Publik: 12 425 Domare: Argelio Sabillon (Honduras) | Anaheim Publik: 12 425 Domare: Argelio Sabillon (Honduras) |

|  | 16 januari 1996 | USA                                 | 2 – 0           | El Salvador | Anaheim Stadium                                                     |                                                                     |
|  |                 | Eric Wynalda 63′ Marcelo Balboa 75′ | (0 – 0) Rapport |             | Anaheim Publik: 52 345 Domare: Ramesh Ramdhan (Trinidad och Tobago) | Anaheim Publik: 52 345 Domare: Ramesh Ramdhan (Trinidad och Tobago) |
|  |                 |                                     |                 |             | Anaheim Publik: 52 345 Domare: Ramesh Ramdhan (Trinidad och Tobago) | Anaheim Publik: 52 345 Domare: Ramesh Ramdhan (Trinidad och Tobago) |
|  |                 |                                     |                 |             | Anaheim Publik: 52 345 Domare: Ramesh Ramdhan (Trinidad och Tobago) | Anaheim Publik: 52 345 Domare: Ramesh Ramdhan (Trinidad och Tobago) |

## Slutspel

### Slutspelsträd
|  | Semifinaler                   | Semifinaler                 |   |                               | Final                         | Final |  |
|  |                               |                             |   |                               |                               |       |  |
|  | 18 januari 1996 - Los Angeles |                             |   |                               |                               |       |  |
|  | USA                           | 0                           |   |                               |                               |       |  |
|  | Brasilien                     | 1                           |   |                               |                               |       |  |
|  |                               |                             |   |                               |                               |       |  |
|  |                               |                             |   |                               | 21 januari 1996 - Los Angeles |       |  |
|  |                               |                             |   |                               | Brasilien                     | 0     |  |
|  |                               | Mexiko                      | 2 |                               |                               |       |  |
|  |                               |                             |   |                               |                               |       |  |
|  |                               |                             |   |                               |                               |       |  |
|  |                               |                             |   |                               | Bronsmatch                    |       |  |
|  | 19 januari 1996 - San Diego   | 19 januari 1996 - San Diego |   | 21 januari 1996 - Los Angeles | 21 januari 1996 - Los Angeles |       |  |
|  | Mexiko                        | 1                           |   | USA                           | 3                             |       |  |
|  | Guatemala                     | 0                           |   |                               | Guatemala                     | 0     |  |

### Semifinaler
|  | 18 januari 1996 | USA | 0 – 1           | Brasilien                 | Los Angeles Memorial Coliseum                                |                                                              |
|  |                 |     | (0 – 0) Rapport | 79′ (sjm.) Marcelo Balboa | Los Angeles Publik: 20 708 Domare: Benito Archundia (Mexiko) | Los Angeles Publik: 20 708 Domare: Benito Archundia (Mexiko) |
|  |                 |     |                 |                           | Los Angeles Publik: 20 708 Domare: Benito Archundia (Mexiko) | Los Angeles Publik: 20 708 Domare: Benito Archundia (Mexiko) |
|  |                 |     |                 |                           | Los Angeles Publik: 20 708 Domare: Benito Archundia (Mexiko) | Los Angeles Publik: 20 708 Domare: Benito Archundia (Mexiko) |

|  | 19 januari 1996 | Mexiko                | 1 – 0           | Guatemala | Jack Murphy Stadium                                        |                                                            |
|  |                 | Cuauhtémoc Blanco 64′ | (0 – 0) Rapport |           | San Diego Publik: 42 221 Domare: Esfandiar Baharmast (USA) | San Diego Publik: 42 221 Domare: Esfandiar Baharmast (USA) |
|  |                 |                       |                 |           | San Diego Publik: 42 221 Domare: Esfandiar Baharmast (USA) | San Diego Publik: 42 221 Domare: Esfandiar Baharmast (USA) |
|  |                 |                       |                 |           | San Diego Publik: 42 221 Domare: Esfandiar Baharmast (USA) | San Diego Publik: 42 221 Domare: Esfandiar Baharmast (USA) |

### Match om tredje pris
|  | 21 januari 1996 | USA                                                | 3 – 0           | Guatemala | Los Angeles Memorial Coliseum           |                                         |
|  |                 | Eric Wynalda 34′ Jeff Agoos 37′ Jovan Kirovski 87′ | (2 – 0) Rapport |           | Los Angeles Domare: René Parra (Kanada) | Los Angeles Domare: René Parra (Kanada) |
|  |                 |                                                    |                 |           | Los Angeles Domare: René Parra (Kanada) | Los Angeles Domare: René Parra (Kanada) |
|  |                 |                                                    |                 |           | Los Angeles Domare: René Parra (Kanada) | Los Angeles Domare: René Parra (Kanada) |

### Final
|  | 21 januari 1996 | Brasilien | 0 – 2           | Mexiko                                        | Los Angeles Memorial Coliseum                                           |                                                                         |
|  |                 |           | (0 – 0) Rapport | 54′ Luis García Postigo 75′ Cuauhtémoc Blanco | Los Angeles Publik: 88 155 Domare: Ramesh Ramdhan (Trinidad och Tobago) | Los Angeles Publik: 88 155 Domare: Ramesh Ramdhan (Trinidad och Tobago) |
|  |                 |           |                 |                                               | Los Angeles Publik: 88 155 Domare: Ramesh Ramdhan (Trinidad och Tobago) | Los Angeles Publik: 88 155 Domare: Ramesh Ramdhan (Trinidad och Tobago) |
|  |                 |           |                 |                                               | Los Angeles Publik: 88 155 Domare: Ramesh Ramdhan (Trinidad och Tobago) | Los Angeles Publik: 88 155 Domare: Ramesh Ramdhan (Trinidad och Tobago) |

## Skytteligan
4 mål
- Eric Wynalda

3 mål
- Caio
- Sávio
- Luis García

## Lagstatistik
| Lag                              | S | V | O | F | GM | IM | MS | P  |
| -------------------------------- | - | - | - | - | -- | -- | -- | -- |
| F Mexiko                         | 4 | 4 | 0 | 0 | 9  | 0  | +9 | 12 |
| F Brasilien                      | 4 | 3 | 0 | 1 | 10 | 3  | +7 | 9  |
| S USA                            | 4 | 3 | 0 | 1 | 8  | 3  | +5 | 9  |
| S Guatemala                      | 4 | 1 | 0 | 3 | 3  | 5  | −2 | 3  |
| 1 Kanada                         | 2 | 1 | 0 | 1 | 4  | 5  | −1 | 3  |
| 1 El Salvador                    | 2 | 1 | 0 | 1 | 3  | 4  | −1 | 3  |
| 1 Trinidad och Tobago            | 2 | 0 | 0 | 2 | 4  | 6  | −2 | 0  |
| 1 Honduras                       | 2 | 0 | 0 | 2 | 1  | 8  | −7 | 0  |
| 1 Saint Vincent och Grenadinerna | 2 | 0 | 0 | 2 | 0  | 8  | −8 | 0  |